# Newton Longville
Newton Longville är en ort och civil parish i Storbritannien.   Den ligger i kommunen Buckinghamshire och riksdelen England, i den södra delen av landet, 70 km nordväst om huvudstaden London. Newton Longville ligger 107 meter över havet och antalet invånare är 1 892.
Terrängen runt Newton Longville är platt. Runt Newton Longville är det ganska tätbefolkat, med 192 invånare per kvadratkilometer. Närmaste större samhälle är Milton Keynes, 7,3 km norr om Newton Longville. Trakten runt Newton Longville består till största delen av jordbruksmark.